# Gipfeltreffen der Arabischen Liga 2023
Das Gipfeltreffen der Arabischen Liga 2023, offiziell die 32. ordentliche Tagung des Rates der Arabischen Liga auf Gipfelebene, ist ein Treffen der Staats- und Regierungschefs der Mitgliedsstaaten der Arabischen Liga, das am 19. Mai 2023 in Dschidda, Saudi-Arabien, stattfand. Bei diesem Treffen waren alle Länder vertreten, darunter auch Syrien, das nach der Aussetzung seiner Mitgliedschaft im Jahr 2011 zurückkehrte.

## Hintergrund
Nach Gesprächen mit Saudi-Arabien gab das Generalsekretariat am 26. März 2023 bekannt, dass der arabische Gipfel am 19. Mai stattfinden wird.

## Teilnehmer
Am 7. Mai vereinbarten die Außenminister der arabischen Länder, dass Syrien seinen Sitz in der Organisation zurückerhalten soll. Am 9. Mai erhielt Präsident Baschar al-Assad eine Einladung zur Teilnahme am kommenden Gipfel von einem saudischen Gesandten.
|  | Gast |

| Land/Organisation                          | Vertreten durch             | Position                                     | Ref.  |
| ------------------------------------------ | --------------------------- | -------------------------------------------- | ----- |
| Arabische Liga                             | Ahmed Aboul Gheit           | Generalsekretär                              |       |
| Algerien                                   | Aymen Benabderrahmane       | Premierminister                              |       |
| Bahrain                                    | Hamad bin Isa Al Chalifa    | König                                        |       |
| Komoren                                    | Kassem Lotfi                | Staatsminister                               |       |
| Dschibuti                                  | Ismail Omar Guelleh         | Vorsitzender                                 |       |
| Ägypten                                    | Abd al-Fattah as-Sisi       | Vorsitzender                                 |       |
| Irak                                       | Mohammed Shia' al-Sudani    | Premierminister                              |       |
| Jordanien                                  | Abdullah II. bin al-Hussein | König                                        |       |
| Kuwait                                     | Mischal al-Ahmad as-Sabah   | Kronprinz                                    |       |
| Libanon                                    | Nadschib Miqati             | Premierminister                              |       |
| Libyen                                     | Mohamed al-Menfi            | Vorsitzender des Präsidialrats               |       |
| Mauretanien                                | Mohamed Ould Ghazouani      | Vorsitzender                                 |       |
| Marokko                                    | Moulay Rachid               | Sonderbeauftragter des Königs                |       |
| Oman                                       | Asaad bin Tariq             | Stellvertretender Premierminister            |       |
| Palästina                                  | Mahmud Abbas                | Vorsitzender                                 |       |
| Katar                                      | Tamim bin Hamad Al Thani    | Emir                                         |       |
| Saudi-Arabien                              | Mohammed bin Salman         | Kronprinz / Premierminister                  |       |
| Somalia                                    | Hassan Sheikh Mohamud       | Vorsitzender                                 |       |
| Sudan                                      | Dafallah al-Haddsch         | Stellvertretender Außenminister              |       |
| Syrien                                     | Baschar al-Assad            | Vorsitzender                                 |       |
| Tunesien                                   | Kais Saied                  | Vorsitzender                                 |       |
| Vereinigte Arabische Emirate               | Mansour bin Zayed Al Nahyan | Vizepräsident                                |       |
| Jemen                                      | Rashad al-Alimi             | Vorsitzender des Präsidentschaftsführungsrat |       |
| Ukraine                                    | Wolodymyr Selenskyj         | Präsident                                    | [ 5 ] |
| AU                                         | Moussa Faki                 | Vorsitzender der Kommission                  |       |
| Organisation für Islamische Zusammenarbeit | Hissein Brahim Taha         | Generalsekretär                              |       |